# Philip Mills
Philip Mills (30 de agosto de 1963, Trefeglwys, Powys) es un copiloto de rally británico que participó en el Campeonato Mundial de Rally desde 1990 hasta 2010.  Disputó un total de 161 pruebas y logró trece victorias y cuarenta podios. A lo largo de su trayectoria en el mundial compitió con cuatro pilotos diferentes destacando su participación con el noruego Petter Solberg, con quien disputó 152 pruebas dentro de los equipos Ford, Subaru y como privado los últimos dos años. Mills es copropietario de Viking Motorsport, una compañía especializada en la construcción y preparación de Ford Escorts Gp 4 Mark 2.
Debutó en el Rally de Gran Bretaña de 1990 con el piloto Graham Middelton con un Ford Sierra Cosworth 4x4. Hasta 1997 no volvió a correr cuando disputó tres pruebas, dos de ellas con Mark Higgins, piloto con el que volvió a correr en 1998 cinco rallyes con un Nissan Almera Kit Car. Al año siguiente, Solberg lo contrata y disputaron seis carreras con Ford y un año más tarde corrieron media temporada con Ford y la otra mitad con Subaru, equipo con el que siguió compitiendo hasta 2008, cuando la marca japonesa abandonó el mundial. Con Solberg y Subaru, Mills consiguió trece victorias y 40 podios, además de conquistar el campeonato de copilotos en 2003.
En 2009 Solberg realizó un programa completo como privado, corriendo ocho pruebas con el Citroën Xsara WRC y dos con el Citroën C4 WRC. El último año Mills corrió seis pruebas, hasta que Chris Patterson lo sustituyó como copiloto de Solberg.
En 2011 y 2012 solamente participó en un par de pruebas regionales en Gran Bretaña y Nueva Zelanda.

## Palmarés

### Victorias en el Campeonato Mundial de Rally
| #   | Año  | Rally                            | Piloto         | Automóvil          |
| --- | ---- | -------------------------------- | -------------- | ------------------ |
| 1.  | 2002 | Network Q Rally of Great Britain | Petter Solberg | Subaru Impreza WRC |
| 2.  | 2003 | Cyprus Rally                     | Petter Solberg | Subaru Impreza WRC |
| 3.  | 2003 | Telstra Rally Australia          | Petter Solberg | Subaru Impreza WRC |
| 4.  | 2003 | Tour de Corse - Rallye de France | Petter Solberg | Subaru Impreza WRC |
| 5.  | 2003 | Wales Rally of Great Britain     | Petter Solberg | Subaru Impreza WRC |
| 6.  | 2004 | Propecia Rally New Zealand       | Petter Solberg | Subaru Impreza WRC |
| 7.  | 2004 | Acropolis Rally                  | Petter Solberg | Subaru Impreza WRC |
| 8.  | 2004 | Rally Japan                      | Petter Solberg | Subaru Impreza WRC |
| 9.  | 2004 | Wales Rally of Great Britain     | Petter Solberg | Subaru Impreza WRC |
| 10. | 2004 | Supermag Rally d'Italia Sardinia | Petter Solberg | Subaru Impreza WRC |
| 11. | 2005 | Uddeholm Swedish Rally           | Petter Solberg | Subaru Impreza WRC |
| 12. | 2005 | Corona Rally México              | Petter Solberg | Subaru Impreza WRC |
| 13. | 2005 | Wales Rally of Great Britain     | Petter Solberg | Subaru Impreza WRC |